# 450 (numero)
Quattrocentocinquanta (450) è il numero naturale dopo il 449 e prima del 451.

## Proprietà matematiche
- È un numero pari.
- È un numero composto da 18 divisori: 1, 2, 3, 5, 6, 9, 10, 15, 18, 25, 30, 45, 50, 75, 90, 150, 225, 450. Poiché la somma dei suoi divisori (escluso il numero stesso) è 759 > 450, è un numero abbondante.
- È un numero di Harshad nel sistema numerico decimale.
- È un numero rifattorizzabile.
- È un numero pratico.
- È un numero nontotiente (per cui la equazione φ(x) = n non ha soluzione).
- È un numero malvagio.
- È un numero palindromo nel sistema di numerazione posizionale a base 14 (242), in quello a base 24 (II) e in quello a base 29 (FF). In queste due ultime basi è altresì un numero a cifra ripetuta.
- È un numero ondulante nel sistema posizionale a base 7 (1212) e in quello a base 14.
- È un numero semiperfetto in quanto pari alla somma di alcuni (o tutti) i suoi divisori.
- È parte delle terne pitagoriche (126, 432, 450), (240, 450, 510), (270, 360, 450), (280, 450, 530), (450, 544, 706), (450, 600, 750), (450, 1080, 1170), (450, 1848, 1902), (450, 2000, 2050), (450, 3360, 3390), (450, 5615, 5634), (450, 10120, 10130), (450, 16872, 16878), (450, 50624, 50626).

## Astronomia
- 450P/LONEOS è una cometa periodica del sistema solare.
- 450 Brigitta è un asteroide della fascia principale del sistema solare.
- NGC 450 è una galassia spirale della costellazione della Balena.

## Astronautica
- Cosmos 450 è un satellite artificiale russo.

## Altri ambiti
- Route nationale 450 è una strada statale in Francia.
- Bundesstraße 450 è una strada federale dell'Assia in Germania.